# فونونيس الأول
فونونيس الأول من فرثيا (ΟΝΩΝΗΣ Onōnēs حسب عملاته المعدنية) حكم الإمبراطورية الفارسية من حوالي 8 إلى 12 ميلادي. كان الابن الأكبر لفراتس الرابع من فرثيا (حكم 37 – 2 قبل الميلاد) وأُرسل إلى روما كرهينة في العشرينات قبل الميلاد كضمان لعقد معاهدة والده مع أوغسطس.

## صعود
بعد اغتيال أورودس الثالث في حوالي 6 م، تقدم البارثيين إلى أوغسطس للحصول على ملك جديد من منزل الأرسس. أرسل لهم أوغسطس فونونيس الأول، لكنه لم يستطع الحفاظ على نفسه كملك؛ كان قد تلقى تعليمه باعتباره رومانيًا، وكان يحتقره النبلاء الفرثيون كأحد الرومانيين.